# 科利亞迪夫卡
49°5′7″N 39°11′51″E / 49.08528°N 39.19750°E

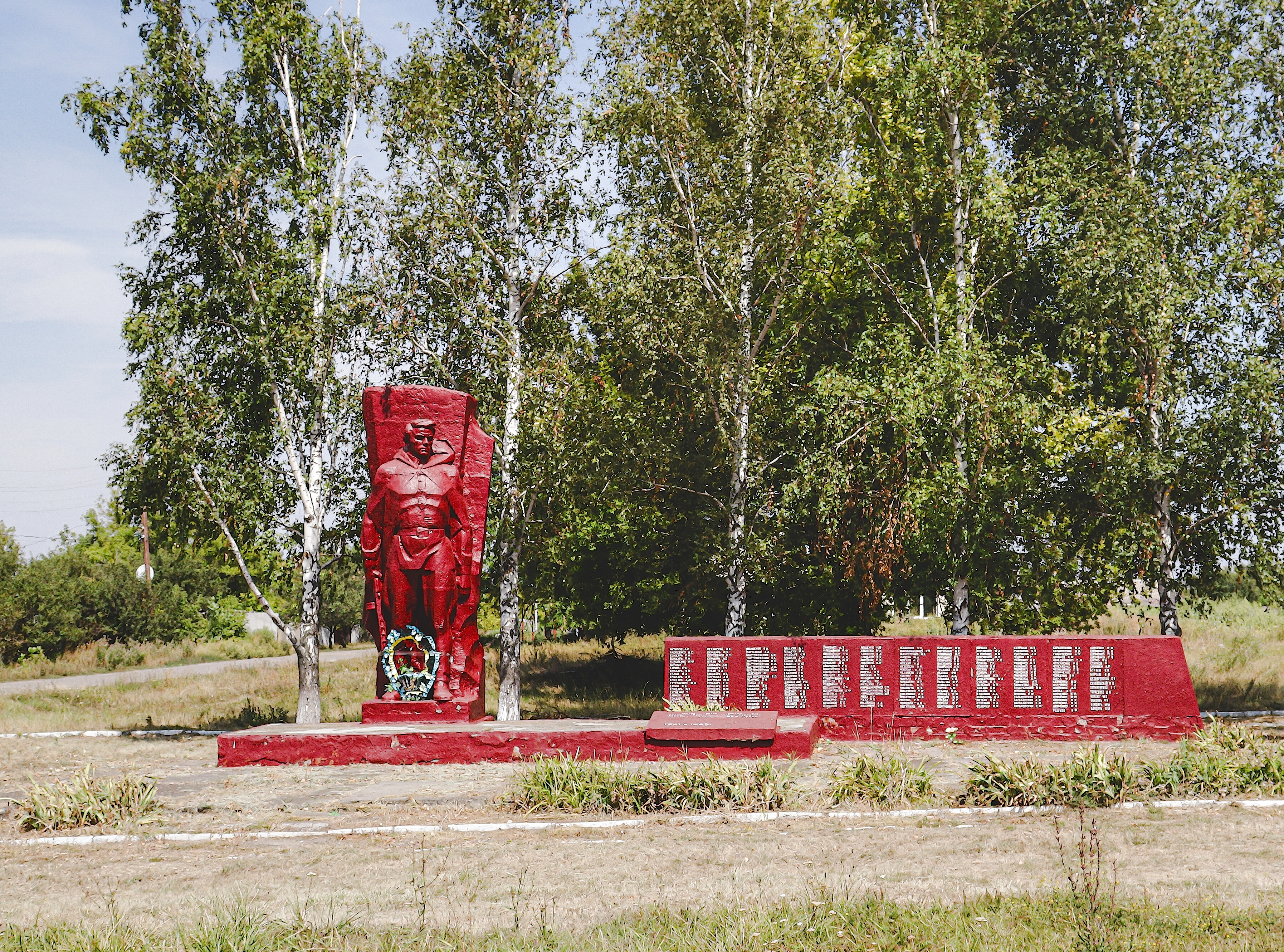
苏联烈士纪念碑

科利亞迪夫卡（烏克蘭語：Колядівка）是位於烏克蘭東部的村莊，由盧甘斯克州夏斯季耶区的新艾達爾市鎮負責管轄。該村始建於1764年，面積4.53平方公里，海拔高度66米，2001年人口905，人口密度每平方公里199.8人。